# Freidoune Sahebjam
 (août 2022).
Freidoune Sahebjam, né le 4 février 1933 à Nice et mort le 28 mars 2008 à Neuilly-sur-Seine, est un écrivain, romancier et journaliste iranien d'expression française.

## Biographie

### Famille
Freidoune Sahebjam est l'unique enfant d’un père issu de la haute aristocratie iranienne et d’une mère de lignée royale, à laquelle il a consacré un livre éponyme intitulé « Princesse persane ». Son père, Hossein Saheb-Djam (1903-1936), diplomate à la Société des Nations à Genève,  est le fils d'Entesar-Saltaneh Saheb-Djam (1850-1937), Ministre de la Cour et grand-intendant des Biens de la Couronne, et d'Irandokht Mofakham (1909-1993), fille du Prince Eshagh Mofakham -ed-Dowleh (1850-1938),  ministre plénipotentiaire et ambassadeur de Perse à la cour du tsar Nicolas II de Russie jusqu'en 1917, installé à Nice après sa retraite.

### Enfance et jeunesse
Polyglotte, cet aristocrate perse, né à la clinique du boulevard Tsarévitch de Nice et prénommé  Fereydoun Habibollah, est élevé dans des pensionnats en Suisse (Institut Le Rosey)  et en France (Lycée Janson de Sailly  de Paris), son père étant décédé le 26 août 1936 à Berlin à la suite d'une opération du cœur lorsqu'il était âgé d'à peine trois ans. 

### Études et carrière
Freidoune Sahebjam étudie le droit et les sciences politiques à l'Université de Lausanne. Ses études universitaires terminées, il se rend en Iran en août 1953, à l'âge de vingt ans, il y effectue son service militaire, il devient officier et il quitte l'armée avec le grade de lieutenant pour entrer au ministère des Affaires étrangères.

### Mariages
Freidoune Sahebjam se marie avec Shahnaz Khadjeh-Nouri, une compatriote iranienne, dont il a une fille et dont il divorce après cinq ans. À la fin de 1957, il revient en France et il se remarie en 1961 avec Claude Bunodière, Française dont il a trois autres filles Caroline, Michèle et Cécile[pertinence contestée] et dont il divorce après seize ans.

### Journalisme et écriture
Pendant une quinzaine d'années il occupe un poste au service de  presse de l'ambassade d'Iran à Paris, qu'il quitte au début des années 1970 pour se consacrer à l'écriture et à l'enseignement, il parcourt alors le monde comme grand reporter de divers conflits et événements politiques (chute de Saïgon, Palestine, Cachemire, Afghanistan, Téhéran pour le retour de Khomeini, Kaboul, Guerre Iran-Irak, Bagdad, Sarajevo, Pristina, etc.), il donne des conférences sur ces sujets et passe à la radio et à la télévision. En mai 1979 il est condamné à mort par le régime islamique de Téhéran pour ses articles sur la révolution islamique parus dans le Monde et le Figaro.

### Mort
Il décède en mars 2008, à l’âge de 75 ans, à son domicile de Neuilly-sur-Seine, après avoir publié des milliers d'articles et treize livres.

## Œuvres littéraires
- L'Iran des Pahlavi, Paris, Berger-Levrault, 1966.
- Mohammad Reza Pahlavi, Shah d'Iran, Paris, Berger-Levrault, 1971.
- Mon métier de roi, (Hussein de Jordanie), Paris, Laffont, 1975.
- L'Iran vers l'an 2000, Paris, Lattès, 1977.
- Au Nom de Dieu, Clément et Miséricordieux (sous le pseudonyme de Fred Saint-James), Paris, Mercure de France, 1983.
- Je n'ai plus de larmes pour pleurer (avec Reza Behrouzi), Paris, Grasset, 1985.
- La Femme lapidée, Paris, Grasset, 1990,  (ISBN 2-7242-6363-4).
- Un Procès sans appel, Grasset, 1992.
- Le Vieux de la montagne (roman historique), Paris, Grasset, 1995.
- Morte parmi les vivants : Une tragédie afghane, Paris, Grasset, 2003,  (ISBN 2-24663-711-2).
- Le dernier eunuque (roman),  Editions du Félin, Paris, 2004,  (ISBN 2-86645-560-6).
- Princesse persane, Editions du Félin, Paris, 2005,  (ISBN 2-86645-588-6).
- Reviens Mahomet, ils sont devenus fous : Chroniques de la barbarie islamique ordinaire, Paris, Grasset, 2007,  (ISBN 2-24671-791-4).